# Fachgericht (EU)
Fachgerichte (vor dem Vertrag von Lissabon Gerichtliche Kammern genannt) sind Organe der Rechtspflege in der Europäischen Union. Sie wurden durch den Vertrag von Nizza ermöglicht und sollten als erste Instanz in bestimmten Rechtsgebieten das EuG und den EuGH entlasten.
Derzeit handelt es sich bei den Fachgerichten um totes Recht. Das bislang einzige Fachgericht bestand 2004–2016 mit dem EUGöD.

## Funktion
Die Rechtspflege in der Europäischen Union ist grundsätzlich Aufgabe des Europäischen Gerichtshofs und des ihm nachgeordneten Gerichts der Europäischen Union (ursprünglich Gericht erster Instanz genannt). Infolge der zunehmenden Arbeitsbelastung dieser beiden Gerichte wurde 2001 mit dem Vertrag von Nizza in Art. 225a EG-Vertrag die Möglichkeit geschaffen, unterhalb der genannten Gerichte eine zusätzliche Instanz (damals noch gerichtliche Kammern genannt) für bestimmte Kategorien von Klagen oder bestimmte Sachgebiete zu schaffen. Die Bestimmung wurde mit dem Vertrag von Lissabon verändert und findet sich nun in Art. 257 AEU-Vertrag.

## Einrichtung
Die Einrichtung eines Fachgerichts erfolgt durch eine Verordnung, die nach dem ordentlichen Gesetzgebungsverfahren erlassen wird. Die Verordnung regelt insbesondere auch die Zusammensetzung der Fachgerichte und legt deren Zuständigkeitsbereich fest. Das Initiativrecht kommt sowohl der Kommission und dem Gerichtshof zu; das jeweils andere Organ ist anzuhören.
Die Richter der Fachgerichte werden einstimmig vom Rat ernannt. Sie müssen nach dem Recht ihres Heimatstaats befähigt sein, richterliche Tätigkeit auszuüben, und jede Gewähr für richterliche Unabhängigkeit bieten.
Die Fachgerichte erlassen ihre Verfahrensordnung im Einvernehmen mit dem Gerichtshof. Sie bedarf der Genehmigung durch den Rat, der hierüber mit qualifizierter Mehrheit entscheidet.

## Rechtsmittel
Gegen ein Urteil einer gerichtlichen Kammer kann ein Rechtsmittel zum Gericht der Europäischen Union eingelegt werden. Es ist grundsätzlich auf Rechtsfragen beschränkt, soweit die das Fachgericht einrichtende Verordnung nicht ausdrücklich die Erstreckung auf Sachfragen vorsieht.

## Praxis
Bislang bestand erst ein solches Fachgericht, und zwar das Gericht für den öffentlichen Dienst der Europäischen Union (EuGöD). Dieses hat mit dem 1. September 2016 seine Tätigkeit jedoch eingestellt. Folglich gibt es derzeit kein Fachgericht auf Unionsebene.